# نادي بلدية ورزازات
 نادي بلدية ورزازات  هو نادٍ رياضي مغربي. يمارس في دوري الدرجة الثالتة المغربي من مدينة ورزازات، تأسس سنة 1961. يرتدي اللونين الأبيض والأزرق.